# Jean-Auguste-Dominique Ingres

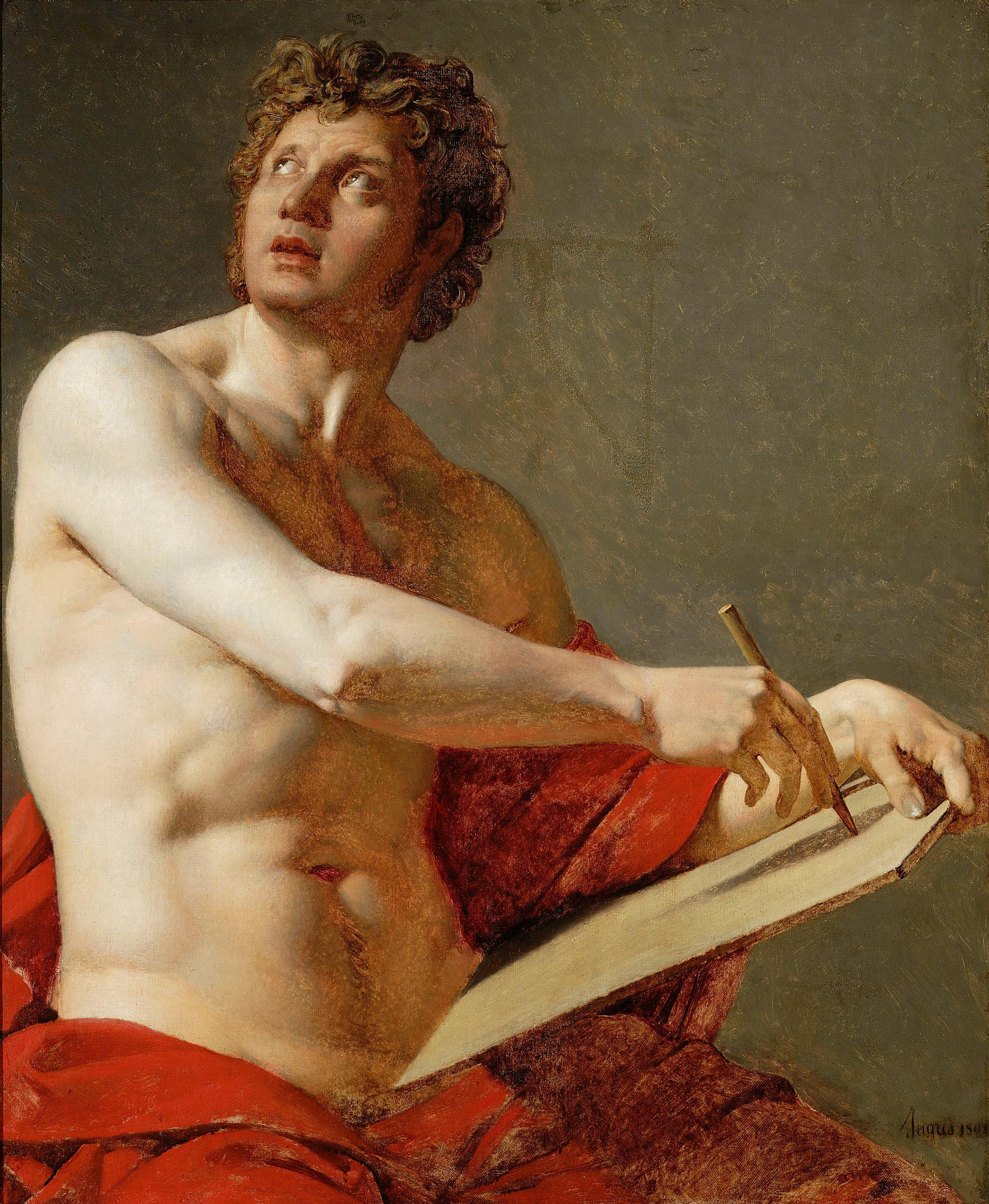
Akt męski (1801), Muzeum Narodowe w Warszawie

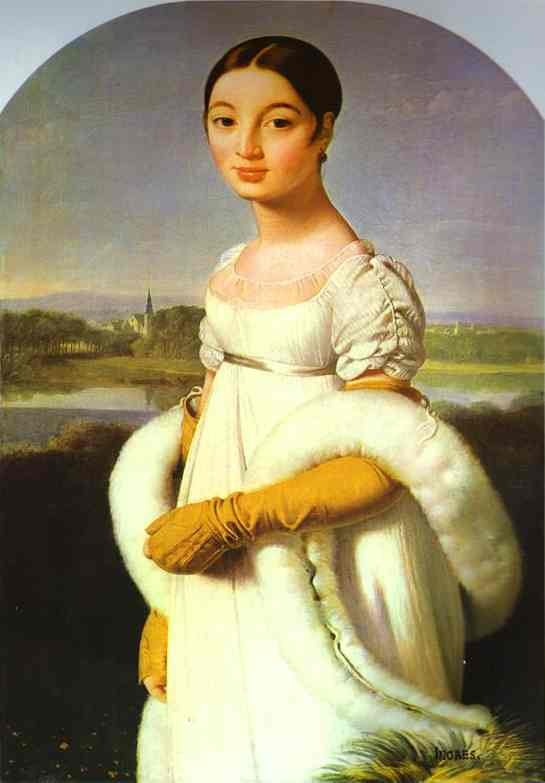
Panna Rivière (1806), Luwr, Paryż

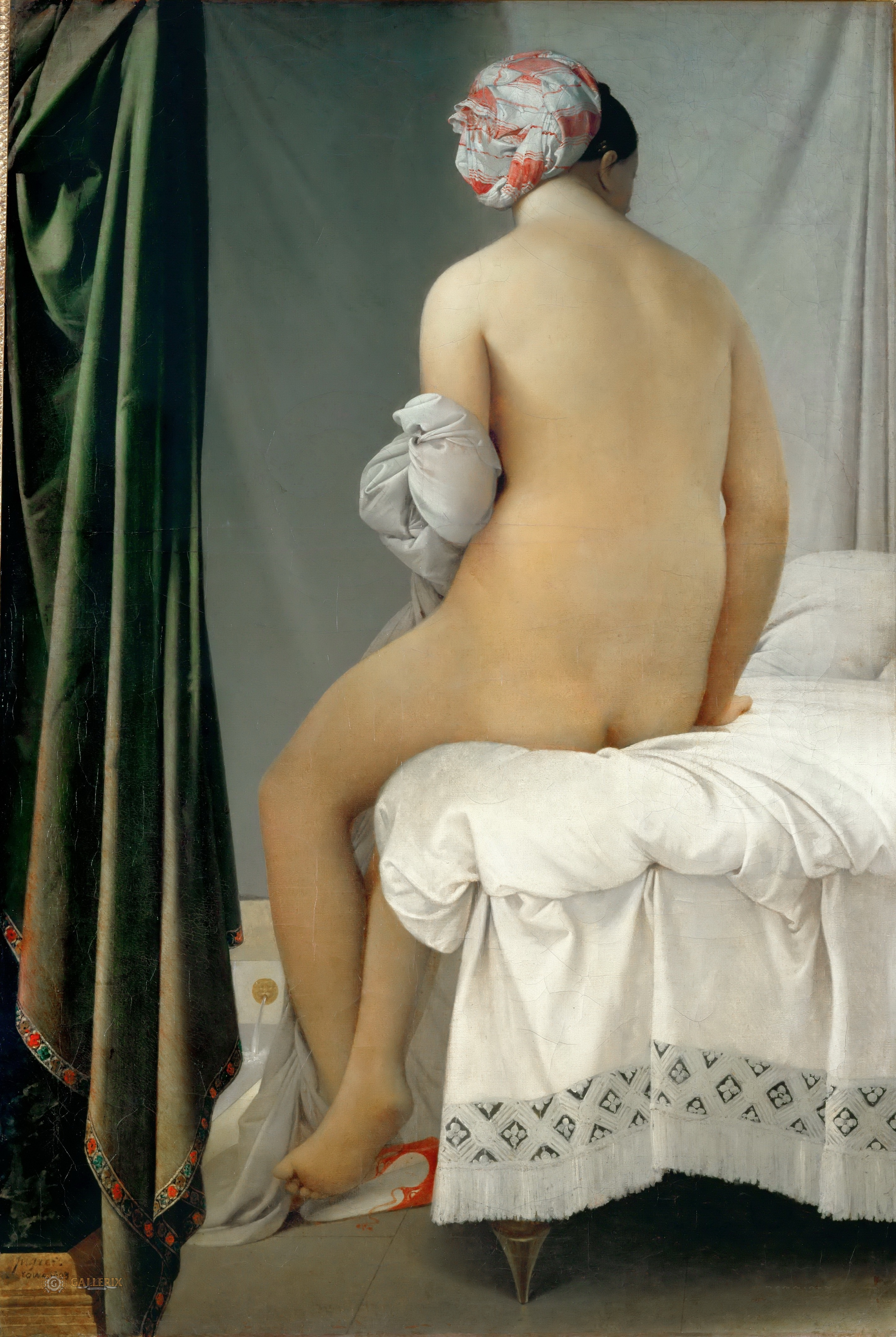
Kąpiąca się (1808), Luwr, Paryż

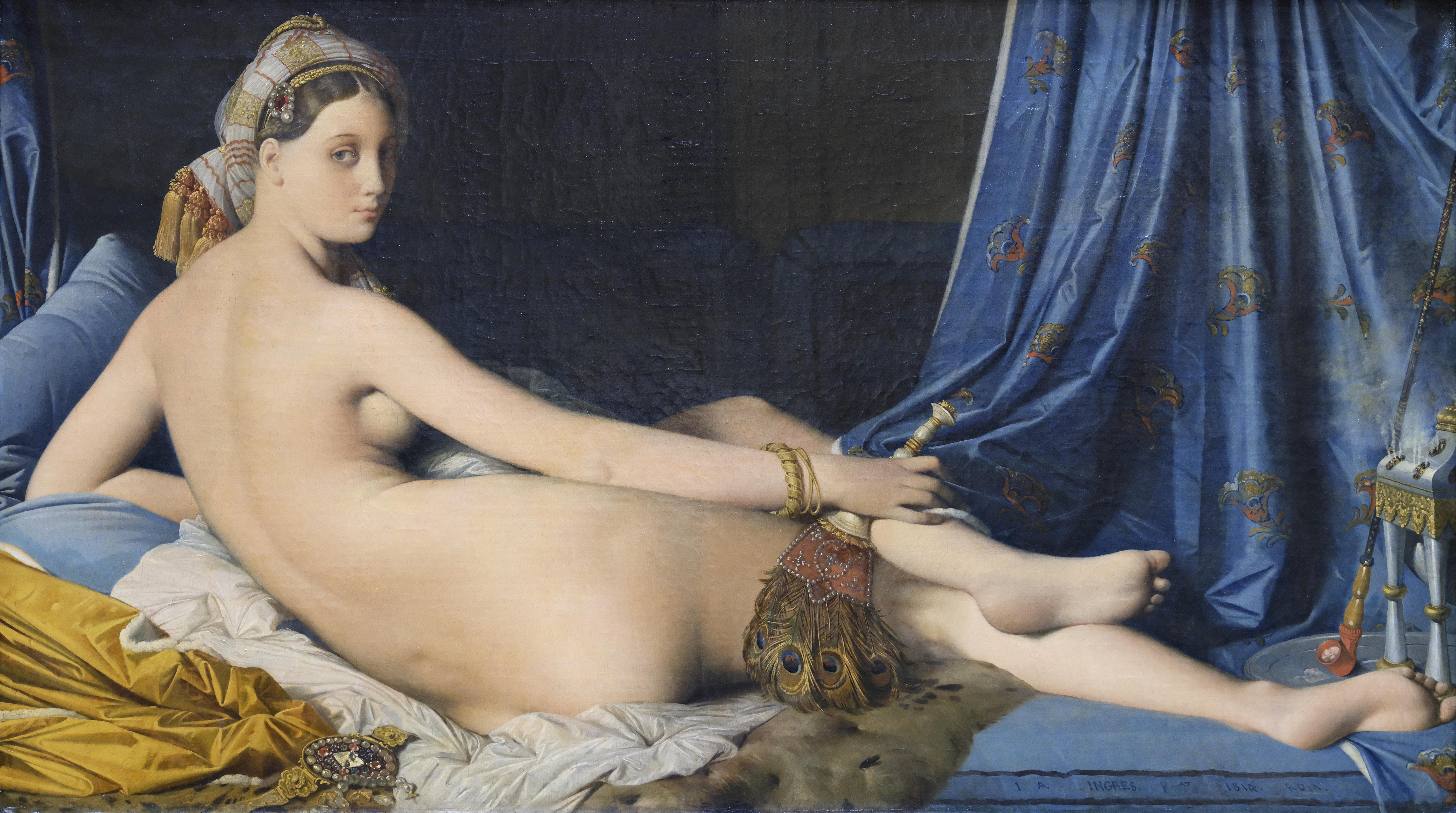
Wielka odaliska (1814), Luwr, Paryż

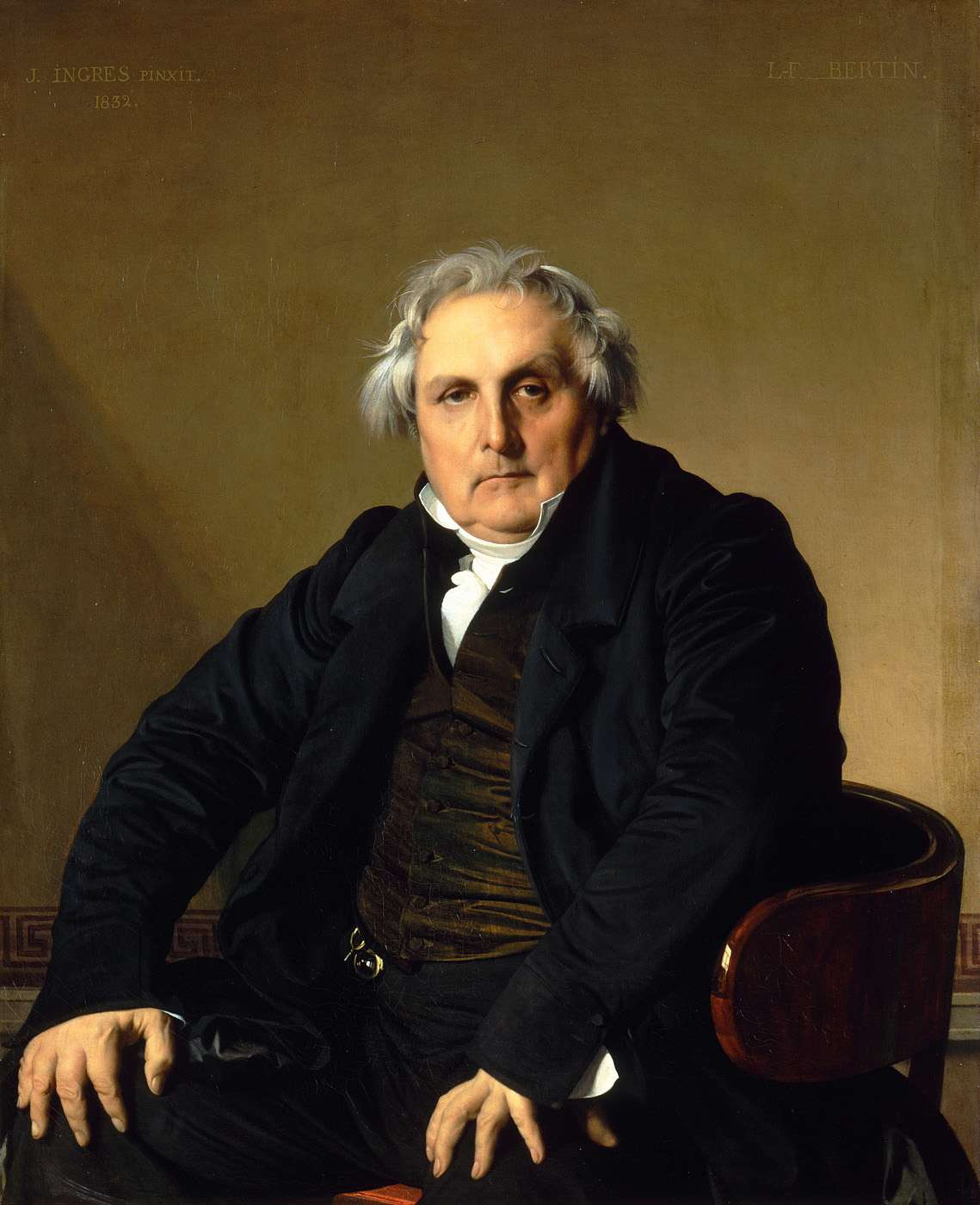
Louis-François Bertin (1832), Luwr, Paryż

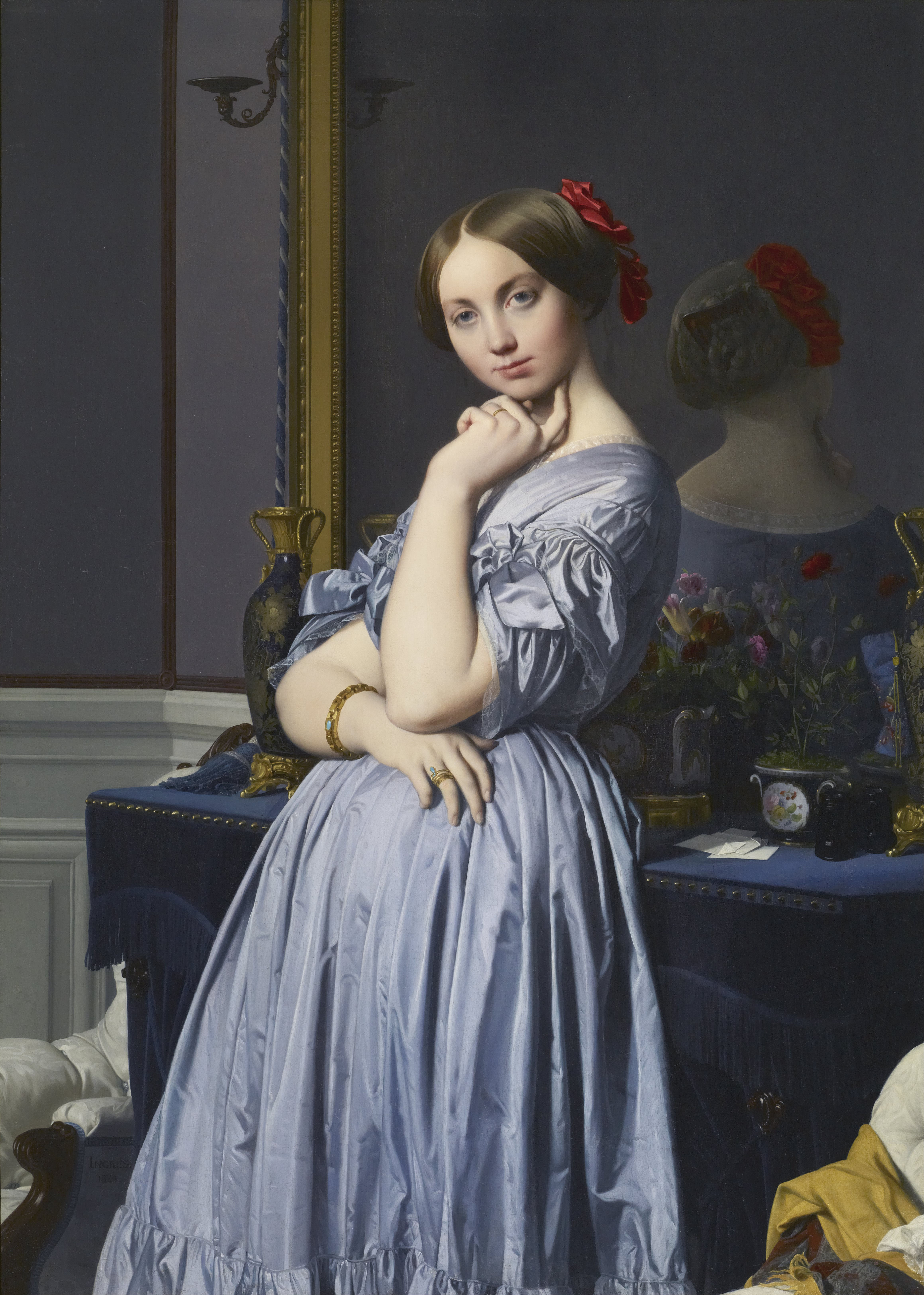
Portret Comtesse d'Haussonville (1845), Frick Collection Nowy Jork

Łaźnia turecka (1862) Luwr, Paryż

Jean-Auguste-Dominique Ingres (wym. [ʒɛɑ̃n‿-ogstə-dɔminik ɛ̃gɾə]; ur. 29 sierpnia 1780 w Montauban, zm. 14 stycznia 1867 w Paryżu) – francuski malarz historyczny i portrecista, jeden z najwybitniejszych artystów francuskich XIX wieku. Uczeń Jacques’a-Louisa Davida.

## Życiorys
Jean-Auguste-Dominique Ingres był synem malarza Josepha Ingres’a, od którego przejął zamiłowanie do malarstwa i muzyki (grał na skrzypcach). W 1791 roku wyjechał do Tuluzy, by tam uczyć się w szkole sztuk pięknych. Sześć lat później trafił do paryskiej pracowni Jacques-Louis Davida, a w 1801 roku za obraz Posłowie Agamemnona otrzymał nagrodę Prix de Rome (wyjazd na studia na Akademii Francuskiej w Rzymie). Udało mu się wyjechać dopiero w 1806 roku. W tym samym roku jego obrazy, wysłane na paryski Salon, spotkały się z surową krytyką. Po czteroletnim stypendium nie wrócił do Francji, ale pozostał w Rzymie aż do 1820 roku, po czym przeniósł się do Florencji, gdzie przebywał do 1824. W tym też czasie (w 1813) ożenił się z Madeleine Chapelle, która była dla niego podporą w trudnym czasie biedy i braku uznania. Sytuacja odmieniła się w 1824 roku; po okresie krytyki płynącej z Francji, Ingres zyskał uznanie i wrócił do Paryża. Rok później dostał Legię Honorową, został członkiem Akademii Sztuk Pięknych i otworzył własną pracownię.
W 1834 roku Ingres ponownie wyjechał do Rzymu, gdzie objął stanowisko dyrektora tamtejszej Akademii Francuskiej, mieszczącej się w Villi Medici. Pozostawał na nim do 1841 roku, po czym wrócił do Paryża, uroczyście witany. Otrzymywał liczne zamówienia, ale pasmo sukcesów przerwała śmierć żony (1849). Trzy lata później poślubił znacznie młodszą Delfinę Ramel, która przejęła na siebie rolę Madeleine, dbającej o sprawy codzienne malarza. Po przywróceniu Cesarstwa w 1852 roku, Ingres został oficjalnym malarzem Cesarstwa. Podczas Wystawy Światowej 1855 roku zorganizowano wielką retrospektywną wystawę jego dzieł, a artystę odznaczono Krzyżem Wielkiego Oficera Legii Honorowej. W 1842 przyznano mu Pour le Mérite za Naukę i Sztukę

## Twórczość
Ingres powszechnie uznawany jest za malarza klasycystycznego i stawiany w opozycji do romantycznego Delacroix. Podczas gdy dzieła Delacroix charakteryzowały dynamizm, obserwacja natury i koloryzm, Ingres tworzył obrazy, które cechowały spokój, stylizacja i linearyzm. Malarz łączył pedantyczny rysunek ze skrupulatnym wykańczaniem dzieł; jak bowiem twierdził, dotknięcia pędzla powinny być niewidoczne. Wspomniana stylizacja widoczna jest m.in. w portrecie 13-letniej wówczas panny Caroline Rivière. Malarz nie wahał się zaburzyć proporcji ciała, nienaturalnie wydłużając szyję i skracając klatkę piersiową. Poszukiwał piękna absolutnego, nie dbając o realizm.
Portret panny Rivière z kolei stanowi pierwszy jaskrawy przykład ekspresyjnej stylizacji w ujęciu twarzy kształtowanej za pomocą powtarzających się, łukowato wygiętych linii brwi, nosa i ust. [..] Ta stylizacja granicząca ze świadomą deformacją, widoczna już w portretach kobiet, nasila się jeszcze w scenach zaczerpniętych z historii albo legend (P. Couchoud).
Ingres twierdził, że w równym stopniu wielbi Fidiasza, Rafaela i Naturę, co znajduje potwierdzenie w jego dziełach – widać bowiem zarówno wyraźne nawiązania do antyku, sztuki renesansu, jak i umiejętność obserwacji i oddania głębi psychologicznej (zwłaszcza w portretach). Nie bez znaczenia – zwłaszcza przed jego wyjazdem do Włoch – była także postać nauczyciela, Jacques-Louis Davida. We Włoszech Ingres zapoznał się z malarstwem wazowym i renesansowym, które wywarły znaczące piętno na jego dalszej twórczości. Sam artysta pisał:
David jest prawdziwym odnowicielem sztuki francuskiej i wielkim mistrzem. Podziwiam „Horacjusza” i „Porwanie Sabinek”. Są to dzieła najwyższej próby. To David nauczył mnie, jak należy połączyć głowę i ramiona. Tak jak i on oddałem się wnikliwym studiom rysunków z Herculanum i Pompei, i choć w głębi jestem zawsze wierny jego wspaniałym zasadom, mam nadzieję, że otworzyłem własny szlak, dodając do jego umiłowania antyku, smak żywej natury i wnikliwe studia tradycji szkół włoskich, a zwłaszcza dzieł Rafaela (J.A.D Ingres).
Na dorobek malarski Ingres’a składają się obrazy historyczne, portrety i akty. W ramach malarstwa historycznego mieszczą się nie tylko przedstawienia wydarzeń historycznych, takie jak Don Pedro z Toledo całujący miecz Henryka IV czy Śmierć Leonarda da Vinci, ale i sceny mitologiczne (np. Edyp i Sfinks) czy literackie (np. Sen Osjana). Wykonywanie portretów Ingres cenił mniej, co nie przeszkodziło mu w osiągnięciu mistrzostwa w tym gatunku. Jego portrety odznaczały się z jednej strony dużym realizmem, a z drugiej wnikliwą charakterystyką psychologiczną. Ingres malował także przez całe życie akty kobiece, zazwyczaj w kąpieli na tle orientalnej scenerii (np. Wielka odaliska, Łaźnia turecka). Płynne linie ciał, promienność gładkiej skóry i złotawy koloryt sprawiają, że kobiety te emanują spokojną zmysłowością.
Sztuka Ingres’a – choć powstawała przez ponad 60 lat – nie ulegała znaczącym przemianom. Podziwiana przez kolejne pokolenia malarzy, stała się inspiracją m.in. dla Edgara Degasa.

### Dzieła
- Akt męski – 1801, olej na płótnie, 97,5 × 80,6 cm, Muzeum Narodowe w Warszawie
- Antioch i Stratonike – 1840, 57 × 98 cm, Musée Condé, Chantilly
- Apoteoza Homera – 1827, 386 × 512 cm, Luwr, Paryż
- Bonaparte jako pierwszy konsul – 1804, 227 × 147 cm, Musée des Beaux-Arts, Liège
- Charles-Joseph-Laurent Cordier – 1811, 90 × 69,5 cm, Luwr, Paryż
- Edyp i Sfinks – 1808, 189 × 144 cm, Luwr, Paryż
- Hrabina Tournon – 1812, 92 × 73 cm, Museum of Art, Filadelfia
- Jowisz i Tetyda – 1811, 327 × 260 cm, Musée Granet, Aix-en-Provence
- Kąpiąca się – 1808, 146 × 97,5 cm, Luwr, Paryż
- Łaźnia turecka – 1862, 110 cm (średnica), Luwr, Paryż
- Madame Senonnes – 1814-16, 106 × 84 cm, Musée des Beaux-Arts, Nantes
- Matka Boska z hostią – 1841, 116 × 84 cm, Muzeum Sztuk Pięknych im. Puszkina w Moskwie
- Męczeństwo św. Symforiana – 1834, 407 × 339 cm, Katedra Saint-Lazare, Autun
- Napoleon I na tronie cesarskim – 1806, 259 × 162 cm, Musée de l'Armée, Paryż
- Pan Rivière – 1805, 116 × 89 cm, Luwr, Paryż
- Pani Marcotte de Sainte Marie – 1826, 93 × 74 cm, Luwr, Paryż
- Pani Moitessier – 1856, 120 × 92 cm, National Gallery w Londynie
- Pani Rivière – 1805, 116,5 × 81,7 cm, Luwr, Paryż
- Panna Rivière – 1806, 100 × 70 cm, Luwr, Paryż
- Piękna Zelia – 1806, 49 cm x 59 cm, Musée des Beaux-Art, Rouen
- Louis-François Bertin – 1832, 116 × 95 cm, Luwr, Paryż
- Roger uwalniający Angelikę – 1819, 147 × 199 cm, Luwr, Paryż
- Romulus, zwycięzca Akrona – 1812, 276 × 530 cm, Luwr, Paryż
- Sen Osjana – 1813, 348 × 275 cm, Musée Ingres, Montauban
- Śluby Ludwika XIII – 1824, 421 × 262 cm, Katedra Notre-Dame, Montauban
- Wielka odaliska – 1814, 91 × 162 cm, Luwr, Paryż
- Źródło – 1856, 163 × 80 cm, Musée d’Orsay, Paryż